# Haras de Jaroszówka
 (août 2022).
Le haras de Jaroszówka est situé dans la Voïvodie de Basse-Silésie, dans le sud-ouest de la Pologne, dans la vallée de la rivière Czarna Woda, à environ 5 km de Chojnów, 18 km de Legnica et 25 km de Lubin. Le haras est situé près du parc paysager de la vallée de Czarna Woda, parmi des prairies et des pâturages boisés.
Il élève le Pur-sang.

## Histoire

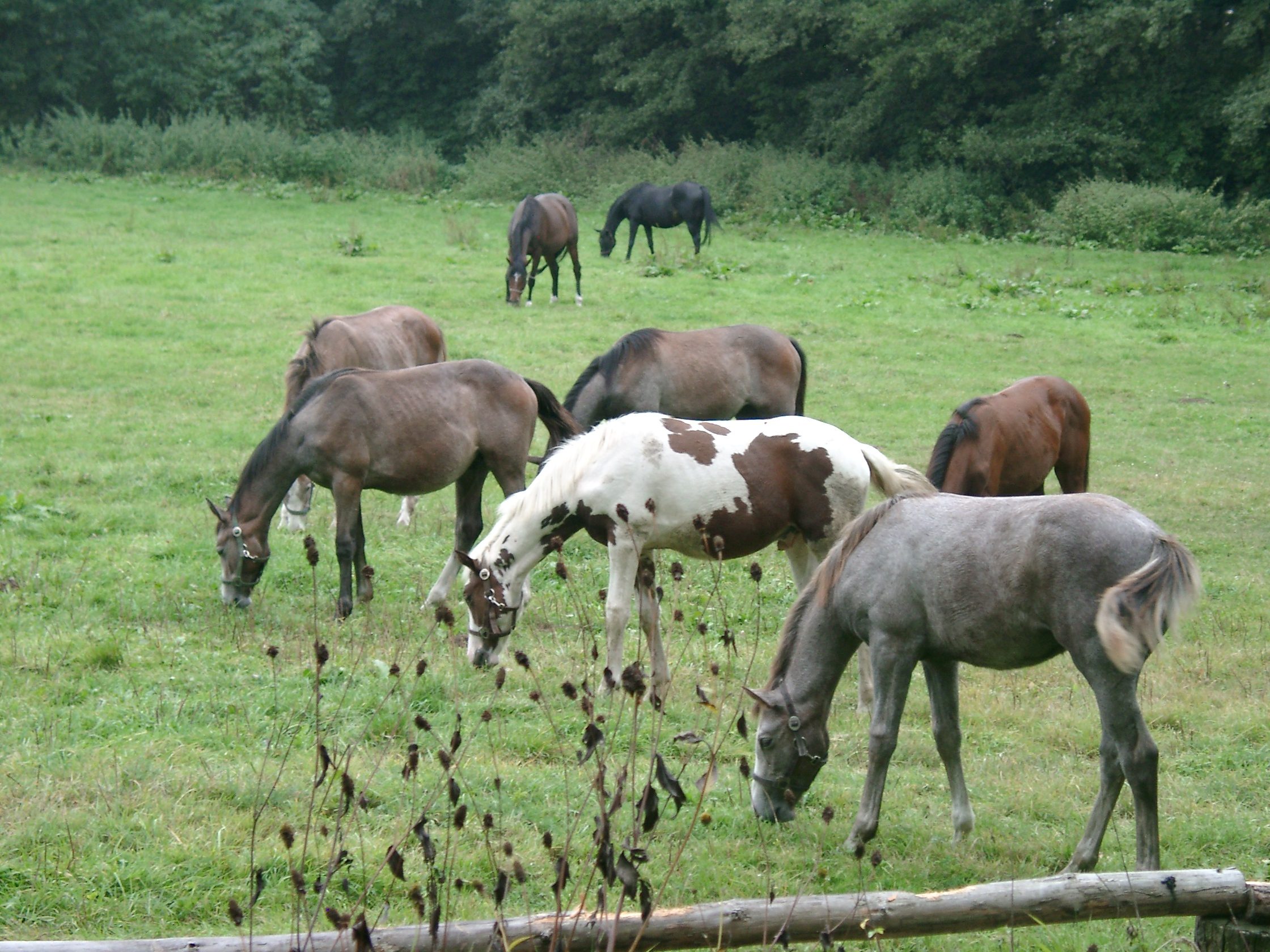
Groupe de jeunes chevaux du haras.

Le haras de Jaroszówka a été créé en 1969, dans le cadre du centre d'élevage du haras d'État de Chojnów. Dès le début, le haras élève des chevaux Pur-sang. Le 1er septembre 1993, une nouvelle entité économique a été créée : Jaroszówka Stud Farm Ltd, dont le siège est à Goliszów. La tâche principale du haras reste l'élevage de chevaux de course Pur-sang. L'élevage de chevaux d'autres races est également pratiqué, à petite échelle. Des compétitions sportives, des courses et des spectacles sont organisés. Au cours de cette période, les chevaux élevés à Jaroszówka ont remporté plus de 1 000 courses. Sur le site du haras, il existe un club équestre appelé Horse Sports Centre Riding Club in Jaroszówka, qui a été enregistré le 30 avril 2002.

## Sport
Le club d'équitation de Jaroszówka, créé en 2000 à la suite d'un changement dans les relations de propriété du haras, poursuit les activités de formation qui sont menées dans l'environnement local depuis de nombreuses années. Le sport équestre à Jaroszówka a toujours fonctionné en étroite relation avec le haras ; utilisant les installations, les équipements et les chevaux du haras. La principale discipline pratiquée au club est le concours complet d'équitation. Le club a également été impliqué dans la formation en dressage et en course de trot. Depuis la fin des années 1980 et au début des années 1990, les couples cavalier-cheval formés ont remporté des médailles lors des championnats du monde. Jaroszówka a accueilli 6 fois le championnat de Pologne de concours complet d'équitation. 

### Voltige
Le Haras de Jaroszówka a été le premier centre en Pologne à pratiquer la discipline de la voltige en cercle. Dans les années 1980, l'entraîneur de la section acrobatique, Hanna Kaczyńska, en coopération avec Andrzej Sałacki, prépare en moins de six mois les concurrents à participer aux Championnats du monde de voltige à Bulle en Suisse (1986). Les performances de la section de voltige de Jaroszówka ont apporté de nouveaux succès dans les années suivantes, entre autres : deux médailles de bronze aux Championnats du monde d'Ebreichsdorf (Autriche, 1988), d'Heilbronn (Allemagne, 1992) et une médaille de bronze aux Championnats d'Europe de La Haye (Pays-Bas, 1993). Les succès de la section ont contribué à la popularisation de la voltige dans le pays,.

## Chevaux célèbres
Jaroszówka élève des chevaux de race Pur-sang et des chevaux demi-sang. Les chevaux sont ici destinés à des fins sportives. La qualité de l'élevage est attestée par les nombreux prix et titres de championnat décernés à ces chevaux. L'élevage est connu non seulement en Pologne, mais aussi dans le monde. Les chevaux de Jaroszówka faisaient et font toujours partie des équipes équestres de pays européens, par exemple les Pays-Bas.